# Estuaires et littoral picards (baies de Somme et d'Authie)
Estuaires et littoral picards (baies de Somme et d'Authie) este o arie protejată (sit de importanță comunitară — SCI) din Franța întinsă pe o suprafață de 15.646 ha, integral pe uscat.

## Localizare
Centrul sitului Estuaires et littoral picards (baies de Somme et d'Authie) este situat la coordonatele 50°14′00″N 1°35′12″E / 50.23333°N 1.58667°E.

## Înființare
Situl Estuaires et littoral picards (baies de Somme et d'Authie) a fost declarat arie specială de conservare în baza directivei 92/43 din 1992 referitoare la conservarea habitatelor naturale și a faunei și florei sălbatice pentru a proteja 2 specii de plante și 11 specii de animale.

## Biodiversitate
Situată în ecoregiunea atlantică, aria protejată conține 27 de habitate naturale: Estuare, Lagune de coastă, Faleze cu vegetație de pe coastele atlantice și baltice, Salicornia și alte specii anuale care populează regiunile mlăștinoase și nisipoase, Dune mobile cu vegetație embrionară, Dune mobile de-a lungul țărmului cu Ammophila arenaria („dune albe”), Dune împădurite din regiunile atlantică, continentală și boreală, Depresiuni intradunale umede, Ape oligotrofe din câmpii nisipoase, cu un conținut foarte redus de minerale (Littorelletalia uniflorae), Ape puternic oligomezotrofe cu vegetație bentonică cu Chara spp., Mlaștini alcaline, Păduri aluvionare cu Alnus glutinosa și Fraxinus excelsior (Alno-Padion, Alnion incanae, Salicion albae), Terase mlăștinoase și terase nisipoase neacoperite de apă la reflux, Recifuri, Dune cu Salix repens ssp. argentea (Salicion arenariae), Fânețe de joasă altitudine (Alopecurus pratensis, Sanguisorba officinalis), Bancuri de nisip acoperite în permanență slab de apă marină, Tufărișuri halofile mediteraneene și termo-atlantice (Sarcocornetea fruticosi), Lacuri eutrofice naturale cu vegetație de tip Magnopotamion sau Hydrocharition, Cursuri de apă de la nivel de câmpie la nivel montan, cu vegetație Ranunculion fluitantis și Callitricho-Batrachion, Vegetație anuală la limita mareei, Dune de coastă fixe cu vegetație erbacee („dune gri”), Pajiști cu Molinia pe soluri calcaroase, turboase sau argilos-nămoloase (Molinion caeruleae), Vegetație perenă pe țărmurile stâncoase, Dune cu Hyppophaë rhamnoides, Liziere de ierburi înalte hidrofile de câmpie și de nivel montan până la alpin, Pășuni atlantice udate de apa mării (Glauco-Puccinellietalia maritimae).
La baza desemnării sitului se află mai multe specii protejate:
- plante (2): Apium repens, moșișoare (Liparis loeselii)
- amfibieni (1): triton cu creastă (Triturus cristatus)
- mamifere (5): Halichoerus grypus, liliac cărămiziu (Myotis emarginatus), focă obișnuită (Phoca vitulina), marsuin (Phocoena phocoena), delfin mare (Tursiops truncatus)
- nevertebrate (4): Euplagia quadripunctaria, libelule (Leucorrhinia pectoralis), Vertigo angustior, Vertigo moulinsiana
- pești (1): Lampetra fluviatilis

Pe lângă speciile protejate, pe teritoriul sitului au mai fost identificate 274 de specii de plante, 131 de specii de păsări, 8 specii de amfibieni, 6 specii de mamifere, 26 de specii de nevertebrate, 7 specii de pești.